# Lernen aus Fehlern
Lernen aus Fehlern wird als ein Spezialfall des erfahrungsbasierten Lernens angesehen. Damit sind Handlungen gemeint, die als Folge eines Fehlerereignisses ausgeführt werden, z. B. Fehleranalyse, Ursachenforschung oder auch Suche nach Möglichkeiten zur Fehlerkorrektur. Lernen aus Fehlern wird unter der Annahme wissenschaftlich untersucht, dass durch die Beschäftigung mit dem Falschen das Wissen des Richtigen und die Fähigkeiten zum richtigen Handeln verbessert werden, also der Wiederholung von Fehlern vorgebeugt werden kann.
Lernen aus Fehlern wird von mehreren wissenschaftlichen Disziplinen untersucht. So beschäftigen sich die Pädagogik und die Psychologie mit fehlerbezogenen Lernprozessen in schulischen und beruflichen Kontexten. Die Medizin und die Pflegewissenschaften analysieren, u. a. unter dem Gesichtspunkt der Patientensicherheit, Möglichkeiten der Fehlerprävention und des Lernens aus Fehlern in klinischem Kontext. Eine verwandte Forschungsrichtung ist die des Fehlermanagements in der Betriebswirtschaftslehre.

## Arten von Fehlern
Die Unterscheidung von Fehlertypen soll der Erkennung zugehöriger Lernpotenziale dienen. Eine viel zitierte Klassifikation stammt von James Reason:
- Slips and lapses sind Flüchtigkeits- oder Leichtsinnsfehler, bei denen der Akteur zwar das nötige Wissen und die nötigen Fähigkeiten besitzt, um den Fehler zu vermeiden, doch
  - ihm fällt bei der Ausführung einer Handlung das Nötige nicht ein, z. B. durch Unaufmerksamkeit oder Hektik, sodass Fahrlässigkeit entsteht
  - er denkt „Wird schon gutgehen“, schätzt die Wahrscheinlichkeit des Scheiterns gering ein und nimmt sie in Kauf.
- Knowledge and rule based errors (wissens- oder regelbasierte Fehler) dagegen, weil ein Akteur von falschen Annahmen ausgeht oder einer Handlung falsche Ursache-Wirkungs-Erwägungen zugrunde legt. Wissens- und regelbasierte Fehler sind aus pädagogischer Sicht hilfreich, da sie einem Akteur Einsichten in Defizite und Schwächen seines Wissens oder seiner Vorgehensweisen in bestimmten Situationen ermöglichen.
- Denkfehler: Der betreffenden Person unterläuft ein Fehlschluss.

## Fehlerkultur und Lernen aus Fehlern
Als für Lernen aus Fehlern relevante Größe gilt die Fehlerkultur des jeweiligen Kontextes. Damit wird die Art und Weise beschrieben, wie soziale Systeme mit Fehlern, Fehlerrisiken und Fehlerfolgen umgehen. Es wird davon ausgegangen, dass die in einem sozialen System bestehenden Einstellungen und Verfahrensweisen im Umgang mit Fehlern großen Einfluss darauf ausüben, wie jeder einzelne Mitarbeiter mit Fehlern umgeht. Haben Personen, z. B. die Mitarbeiter eines Betriebes, Angst vor negativen Konsequenzen, wenn sie einen Fehler machen, werden sie eher dazu neigen, den Fehler zu vertuschen. Dadurch kann informelles Lernen, also Lernen aus dem Kontext, nur sehr schlecht stattfinden. Aus pädagogischer Sicht wünschenswert ist eine Fehlerkultur, in der es möglich ist, Fehler zuzugeben und offen zu diskutieren sowie Arbeitsabläufe zu verbessern, um Fehlern vorzubeugen. 
Ein Beispiel ist die Bundesstelle für Seeunfalluntersuchung (BSU). Sie untersucht Seeunfälle objektbezogen und gutachterlich. Hierbei sollen die Ursachen, welche zum Seeunfall geführt haben, ohne Konsequenzen für die Beteiligten ermittelt werden.

## Lernen aus Fehlern und negatives Wissen
Negatives Wissen, eine spezielle Form des Erfahrungswissens, ist Wissen darüber, was falsch ist oder wie bestimmte Probleme nicht gelöst werden können. Dabei wird angenommen, dass Lernen aus Fehlern häufig mit Einsichten in die Falschheit eigener Annahmen oder Handlungsmuster verbunden ist, die in negativem Wissen zum Ausdruck kommen. Negatives Wissen stellt somit ein Ergebnis des Lernens aus Fehlern dar, das in verschiedener Hinsicht wertvolle Funktionen erfüllt: Mithilfe des negativen Wissens kann der oben beschriebene „negative Wiederholungseffekt“ des Lernens aus Fehlern erklärt werden – wer genau weiß, was man in einer bestimmten Situation nicht tun darf, kann bestimmte Fehler gezielt vermeiden. Typischerweise bezieht sich negatives Wissen auf typische sowie auf sehr schwerwiegende Fehler.

## Gezielt Fehlerhaftes als Lehrmaterial
Fehler finden als Aufgabe belebt den Unterricht:
- Zeitungsmeldung Schnellfahrer: „Fuhr vor einigen Jahren jeder zehnte Autofahrer zu schnell, so ist es mittlerweile heute nur noch jeder fünfte. Doch auch fünf Prozent sind zu viele, und so wird weiterhin kontrolliert, und die Schnellfahrer haben zu zahlen.“[1]
- Drei Skatbrüder im Gasthof verzehren für 30 Mark. Der Kellner bringt die 30 Mark dem Wirt. Der sagt: „Es sind gute Stammgäste, hier sind fünf Mark, geben Sie sie ihnen zurück.“ Der Kellner denkt ‚Fünf durch drei geht nicht‘, gibt jedem Gast eine Mark zurück und behält zwei für sich. Also hat jeder Gast neun Mark gezahlt, macht 27, zwei hat der Kellner, macht 29. Wo ist die dreißigste Mark geblieben?[2]